# Hit & Run (serie de televisión)
Hit & Run es una serie de televisión de suspense israelí, original de Netflix. La serie salió al aire el 6 de agosto de 2021. La serie fue cancelada por Netflix debido a su alto costo de producción.

## Contexto
La serie muestra a una pareja discutiendo que tiene un accidente de tránsito, todo ocurre en Tel Aviv, ciudad de Israel, al parecer el accidente es provocado indirectamente por una operación militar.

## Elenco
- Lior Raz as Segev Azula.[3]
- Sanaa Lathan as Naomi Hicks.[3]
- Kaelen Ohm as Danielle Wexler.[3]
- Moran Rosenblatt as Tali Shapira.[3]
- Gregg Henry as Martin Wexler.[3]
- Gal Toren as Ron Harel.[3]

## Producción

### Desarrollo
Hit & Run fue escrita por Avi Issacharoff, Lior Raz, Dawn Prestwich y Nicole Yorkin.

### Filmación
El rodaje se llevó a cabo en las calles de Tel Aviv en Israel.